# Gouvernement Bouisson
Troisième République
Flandin I Laval IV
Le gouvernement Fernand Bouisson a été le gouvernement de la France du 1er juin 1935 au 4 juin 1935.
Il fut le 100e ministère de la IIIe république. Mis en minorité dès sa première apparition devant la Chambre des députés (refus des pleins pouvoirs financiers), le gouvernement est remplacé moins d'une semaine après son entrée en fonctions. 

## Composition
| Portefeuille                                                       | Titulaire | Titulaire              | Parti |
| ------------------------------------------------------------------ | --------- | ---------------------- | ----- |
| Président du Conseil                                               |           | Fernand Bouisson       | DVG   |
| Ministres d’État                                                   |           |                        |       |
| Ministre d’État                                                    |           | Édouard Herriot        | PRRRS |
| Ministre d’État                                                    |           | Louis Marin            | FR    |
| Ministre d’État                                                    |           | Philippe Pétain        | SE    |
| Ministres                                                          |           |                        |       |
| Ministre de la Guerre                                              |           | Louis Maurin           | SE    |
| Ministre des Affaires étrangères                                   |           | Pierre Laval           | DVD   |
| Ministre de l'Éducation nationale                                  |           | Marius Roustan         | RI    |
| Ministre de l'Intérieur                                            |           | Fernand Bouisson       | DVG   |
| Ministre de la Justice                                             |           | Georges Pernot         | DVD   |
| Ministre de l'Agriculture                                          |           | Paul Jacquier          | PRRRS |
| Ministre des Finances                                              |           | Joseph Caillaux        | PRRRS |
| Ministre des Travaux publics                                       |           | Joseph Paganon         | PRRRS |
| Ministre des Colonies                                              |           | Louis Rollin           | AD    |
| Ministre du Travail                                                |           | Ludovic-Oscar Frossard | DVG   |
| Ministre du Commerce et de l’Industrie                             |           | Laurent Eynac          | RI    |
| Ministre des Postes, Télégraphes et Téléphones                     |           | Georges Mandel         | DVD   |
| Ministre de la Santé publique et de l’Éducation physique           |           | Ernest Lafont          | PSDF  |
| Ministre de la Marine                                              |           | François Piétri        | AD    |
| Ministre des Pensions                                              |           | Camille Perfetti       | PRRRS |
| Ministre de l'Air                                                  |           | Victor Denain          | SE    |
| Ministre de la Marine marchande                                    |           | William Bertrand       | PRRRS |
| Sous-secrétaire d’État                                             |           |                        |       |
| Sous-secrétaire d’État à la Présidence du Conseil et à l’Intérieur |           | Pierre Cathala         | RI    |